# 龍福寺 (山口市)
龍福寺（りゅうふくじ）は、山口県山口市にある曹洞宗の寺院。山号は瑞雲山。本尊は釈迦如来。

## 歴史
この寺は、建永年間（1206年 – 1207年）大内満盛が開基となり、山口の白石で創建された瑞雲寺に始まるという。はじめ臨済宗に属していたが、享徳3年（1454年）大内教弘が開基となり、雪心を開山として中興し、曹洞宗に改められた。このとき現在の山号・寺号となっている。
天文20年（1551年）、陶晴賢が主君・大内義隆に対して起こした謀反（大寧寺の変）に伴う兵火で焼失したが、弘治3年（1557年）に後奈良天皇の綸旨を受け、毛利隆元の開基によって現在地（大内氏館の跡地）に移され、自害した義隆の菩提寺として復興する。
明治14年（1881年）には再び山門など一部を残して全焼した。明治16年（1883年）に、大内氏の氏寺である氷上山興隆寺（山口市大内氷上）の釈迦堂（室町時代建立）を移築して本堂とした。本堂（旧興隆寺釈迦堂）は昭和29年（1954年）に重要文化財に指定された。この本堂は、移築時に屋根の垂木をすべて取り換えるなどの改造が行われており、雨漏りなどの老朽化も進んでいた。そこで保存修理を行うこととなり、学術調査を経て、後世の改造部分を復旧して室町期当初の状態に復元することとなり、平成18年（2006年）から約6年かけて本堂の改修工事が行われた。
大内氏館跡に建てられた寺ということで、ほぼ境内全域が大内氏館跡（国の史跡「大内氏遺跡 附 凌雲寺跡」の一部）としても整備されているほか、境内にある龍福寺資料館にも貴重な史料を保管・展示している。

## 文化財

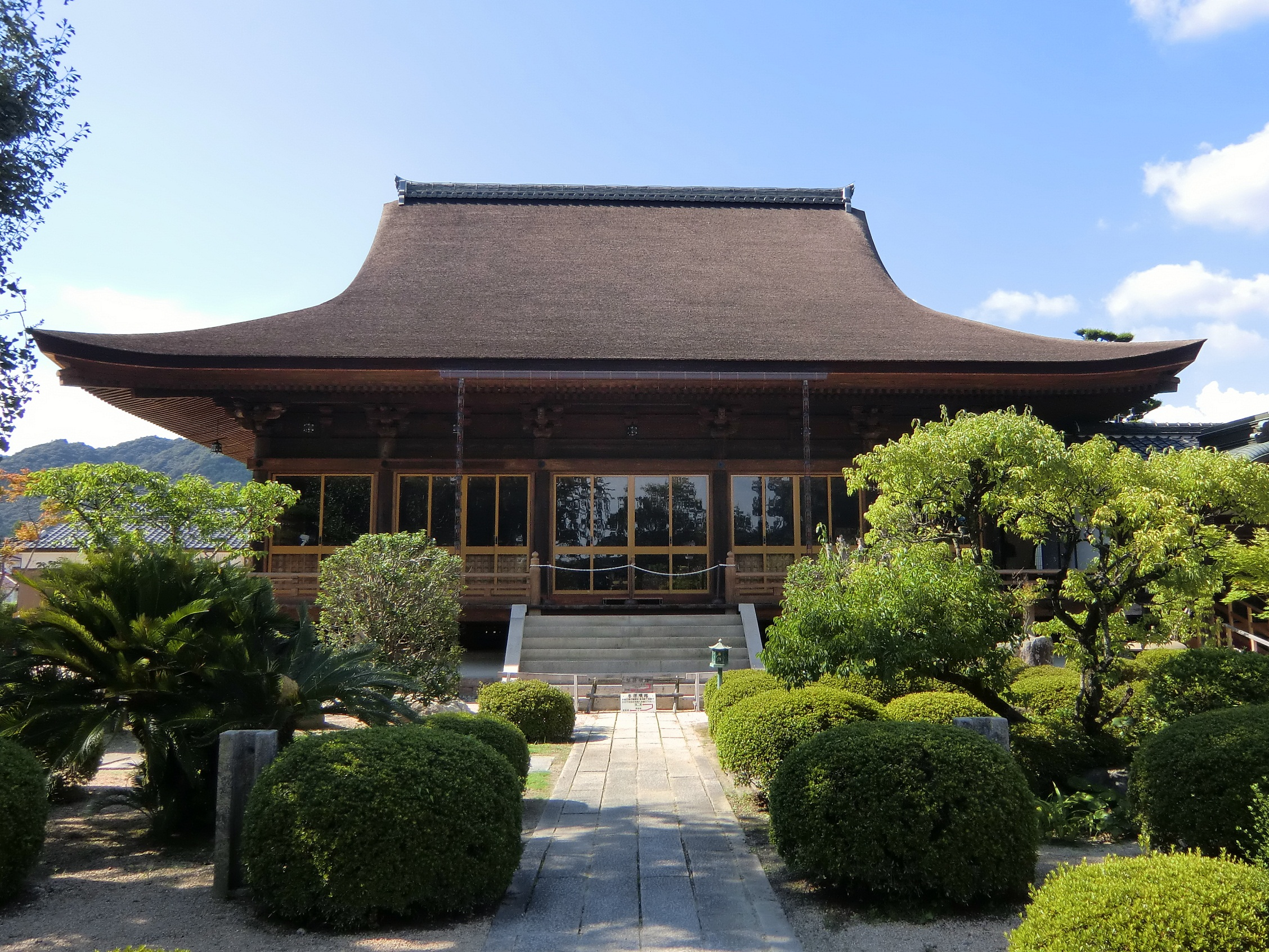
龍福寺本堂（復元後）の外観

### 重要文化財（国指定）
- 釈迦堂（本堂） - 入母屋造、檜皮葺き。室町時代の建立。かつては大永元年（1521年）の建立とされていたが、解体修理時に発見された部材墨書や古文書の精査により、文明11年（1479年）の建立とされている。2006年2月から復元解体修理工事が実施され、2012年4月に竣工した。この復元修理では、明治の移築時に瓦葺きに改められていた屋根を、檜皮葺きに復旧したほか、改造されていた間仕切り、須弥壇、建具などが復旧された[3]。

### 山口県指定文化財
- 絹本着色大内義隆画像 - 室町時代の作品。掛幅装で寸法は縦77cm、横37.8cm。